# Emmanuel Bodjollé
Emmanuel Bodjollé, né en 1928, est un militaire et chef d'État togolais de facto, à la tête de la junte qui renverse le président Sylvanus Olympio le 13 janvier 1963. Il démissionne trois jours après, le 16 janvier 1963. Nicolas Grunitzky lui succède.

## Biographie
Bodjollé, un ancien adjudant de l'armée française, faisait partie d'un groupe d'environ 300 soldats qui, lors de leur renvoi des services français, n'avaient pas été intégrés à l'armée togolaise. Ayant le grade le plus élevé, Il a dirigé le complot d'une trentaine d'autres anciens sous-officiers , qui ont arrêté les ministres du gouvernement d'Olympio. Lors du coup d'État, l'ancien président Olympio a été abattu par le sergent Étienne Eyadéma, plus tard connu sous le nom de Gnassingbé Eyadéma, futur président du Togo, à l'entrée de l'ambassade des États-Unis.
Le coup d'État de Bodjollé a installé Nicolas Grunitzky au poste de président togolais. Il sert d'abord dans l'armée française.
D'après Kofi Yamgnane, il serait l'auteur de l'assassinat de Sylvanus Olympio.